# کارزار گوادال‌کانال
لشکرکشی گوادال کانال یک سری نبرد است در جنگ جهانی دوم که در تاریخ ۷ اوت سال ۱۹۴۲ با حمله ارتش متفقین به ویژه آمریکا به جزیره گوادال‌کانال و دو جزیره دیگر در جنوب جزایر سلیمان شروع شد.این اولین حمله بزرگ متفقین علیه امپراتوری ژاپن بود.این نبرد در ۹ فوریه سال ۱۹۴۳ با پیروزی متفقین و عقب نشینی ارتش امپراتوری ژاپن به پایان رسید.
یک ماه پس از شکست ژاپن در میدوی نیروی دریایی شروع به ساخت یک پروازگاه (فرودگاه) در سواحل شمالی جزیره گوادالکانال کرد این فرودگاه بعدها هندرسون فیلد نام گرفت. ژاپن قصد داشت در این جزیره یک پایگاه نظامی بسازد و مسیر رفت و آمد آمریکا و استرالیا را به این ترتیب قطع کند. این پروازگاه در ماه پنجم ماه اوت سال ۱۹۴۲ کامل شد درست دو روز بعد آمریکا ۲۰۰۰۰ نیرو را دو جزیره نزدیک به گوادالکانال، جزایر فلوریدا و تولاگی پیاده کرد. تمامی نیروهای ژاپنی در تولاگی در اثر این حمله کشته شدند. در پروازگاه گوادالکانال ۲۵۰۰ نفر سازندگان این پروازگاه و ۲۰۵۰ نفر از نیروی دریایی مستقر بودند که با شروع حمله آمریکا به طرف جنگل عقب‌نشینی کردند. پس از حمله اولیه آمریکا، ژاپن برای بازپس‌گیری این جزیره در مدت ۶ ماه چندین حمله دریایی بزرگ انجام داد و توانست ۳۲۰۰۰ سرباز در گوادالکانال پیاده کند اما به علت غرق شدن پیاپی شناور حمل و نقل ژاپن، نیروی دریایی این کشور نتوانست مواد غذایی و تسلیحات لازم را به سربازان مستقر در جزیره برساند. سرانجام پس از گذشت ۶ ماه  در طی عملیات که-گو ژاپن موفق شد سربازان بازمانده را تعدادشان به ۱۰۰۰۰ نفر می‌رسید را از گوادالکانال نجات دهد. برآورد می‌شود که از حدود ۲۰۰۰۰ سرباز ژاپنی کشته شده در این جزیره ۱۵۰۰۰ نفر بر اثر گرسنگی و بیماری جان خود را از دست داده باشند.